# Wilhelm (Tonnerre)
Wilhelm von Nevers († nach 1099) war ein Graf von Tonnerre aus dem Haus Monceaux. Er war der zweite Sohn des Grafen Wilhelm I. von Nevers († 1098) und der Gräfin Ermengarde von Tonnerre.

## Leben
Er ist zusammen mit seinen Brüdern erstmals 1063 in einer Schenkung an die Abtei Cluny urkundlich belegt. Zu einem unbekannten Zeitpunkt erbte Wilhelm von seiner Mutter die Grafschaft Tonnerre, aber offenbar führte er für seinen Neffen Wilhelm II. zeitweise auch die Regentschaft in der Grafschaft Nevers, da er mit dem ihr südlich benachbarten Herrn des Bourbonnais, Aymon II. Vaire-Vache, einen Konflikt austrug. Diesen schlug er am 4. Juni 1099 in einer Feldschlacht, in der mehrere Ritter des Bourbonen getötet wurden.
Der Konflikt wurde durch die Verheiratung von Wilhelms Tochter, Lucie, mit Aymon II. von Bourbon beigelegt. Die Grafschaft Tonnerre fiel nach seinem Tod allerdings an seinen Neffen Graf Wilhelm II. von Nevers.

## Weblink
- Comtes de Nevers 990-1181 bei Foundation for Medieval Genealogy.fmg (englisch)

| Personendaten    | Personendaten                           |
| ---------------- | --------------------------------------- |
| NAME             | Wilhelm                                 |
| ALTERNATIVNAMEN  | Guillaume de Nevers; Wilhelm von Nevers |
| KURZBESCHREIBUNG | Graf von Tonnerre                       |
| GEBURTSDATUM     | 11. Jahrhundert                         |
| STERBEDATUM      | nach 1099                               |